# (6289) 1984 HP1
(6289) 1984 HP1 là một tiểu hành tinh vành đai chính. Nó được phát hiện bởi Walter Ferreri và Vincenzo Zappalà ở Đài thiên văn La Silla ở Chile ngày 28 tháng 4 năm 1984.